# Laubuca caeruleostigmata
Laubuca caeruleostigmata là một loài cá vây tia thuộc họ Cyprinidae. Chúng được tìm thấy ở Campuchia và Thái Lan.